# Holly Golightly (musiker)
Holly Golightly Smith, född den 7 september 1966 i London, är en engelsk singer/songwriter.
Golightly har tidigare varit medlem i bandet Thee Headcoatees. Hon debuterade 1995 som soloartist och bildade 2007 bandet Holly Golightly and the Brokeoffs tillsammans med Lawyer Dave. Hon har även arbetat med flera andra artister, bland annat The White Stripes med vilka hon sjöng på låten "It's True That We Love One Another" på albumet Elephant (2003).

## Diskografi
Solo
- 1995 – The Good Things
- 1996 – The Main Attraction
- 1996 – Laugh It Up
- 1997 – Painted On
- 1998 – Up the Empire (live)
- 1998 – Serial Girlfriend
- 1999 – In Blood (med Billy Childish)
- 2000 – God Don't Like It
- 2000 – Live in America (live)
- 2001 – Desperate Little Town (med Dan Melchior)
- 2001 – Singles Round-Up (samling)
- 2003 – Truly She Is None Other
- 2004 – Down Gina's at 3 (live)
- 2004 – Slowly but Surely
- 2005 – My First Holly Golightly Album (samling)

Holly Golightly & the Brokeoffs
- 2007 – You Can't Buy a Gun When You're Crying
- 2007 – Nobody Will Be There
- 2008 – Dirt Don't Hurt
- 2010 – Medicine County
- 2011 – No Help Coming
- 2012 – Long Distance